# Combera minima
Combera minima är en potatisväxtart som beskrevs av Noel Yvri Sandwith. Combera minima ingår i släktet Combera, och familjen potatisväxter. Inga underarter finns listade i Catalogue of Life.